# نی‌لاند
نیکلند (به هلندی: Nijland) یک منطقهٔ مسکونی در هلند است که در سودوست-فریسلان واقع شده‌است. نیکلند ۱٬۰۰۰ نفر جمعیت دارد.